# Koleje linowo-terenowe w Karlowych Warach

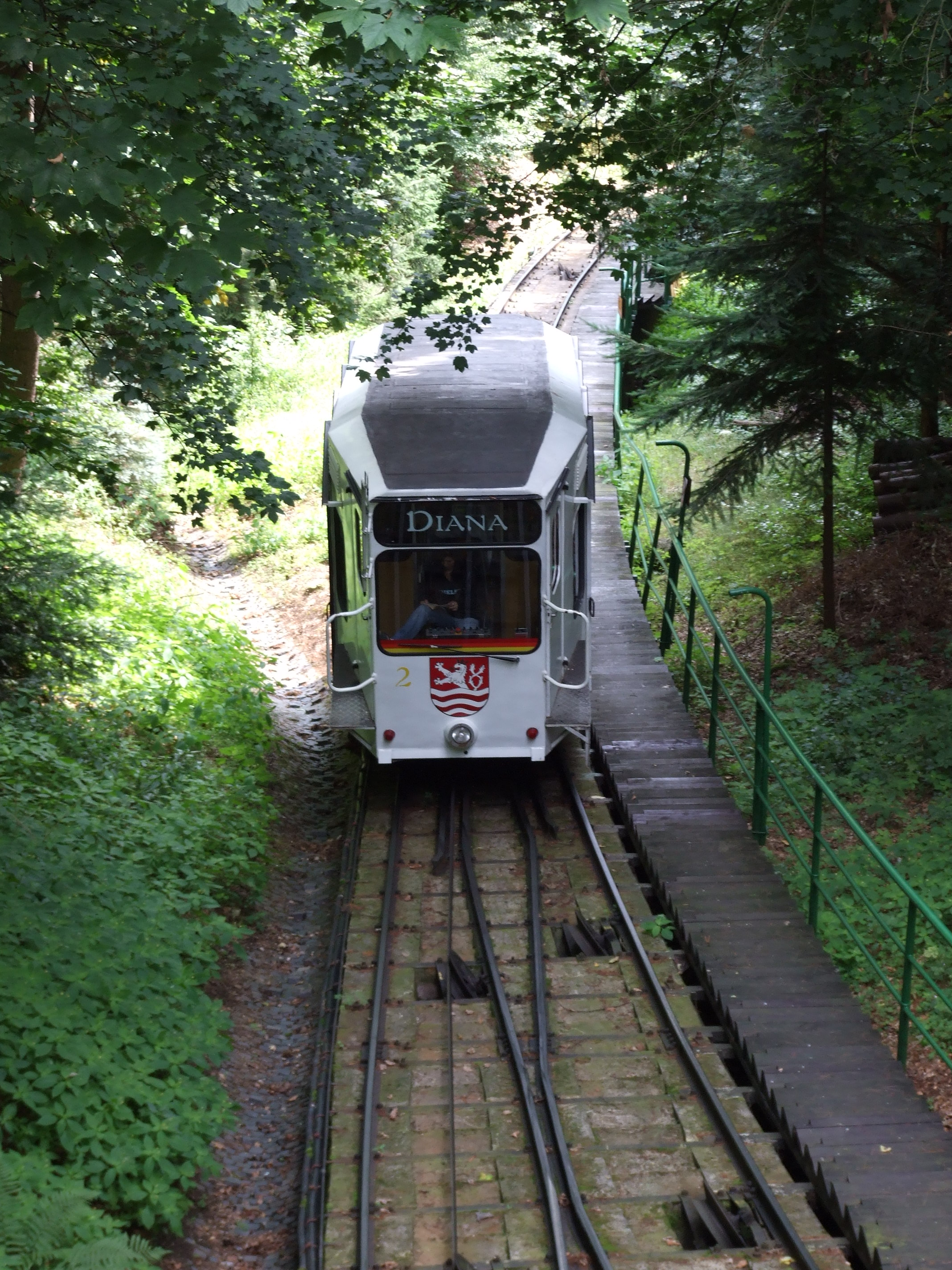
Wagon kolei Diana na mijance Jeleni Skok

Koleje linowo-terenowe w Karlowych Warach powstały w dwóch pierwszych dekadach XX wieku. Z czterech budowanych kolei trzy zostały ukończone, z czego dwie dotąd funkcjonują. Wszystkie od początku miały napęd elektryczny, rozstaw szyn 1000 mm i były jednotorowe z jedną mijanką.
- Podziemna kolej linowo-terenowa Plac Teatralny – Imperial, wybudowana w latach 1905–1907, pierwotnie prywatna, obecnie miejska. Jako jedyna jest w pełni zintegrowana ze systemem komunikacji miejskiej.
- Kolej linowo-terenowa Słowacka – Imperial, oddana do użytku w 1912 r., pierwotnie prywatna, po II wojnie światowej miejska, zlikwidowana w roku 1959
- Kolej linowo-terenowa Diana, wybudowana w latach 1911–1912, miejska, z przeznaczeniem turystyczno-rekreacyjnym. Nie jest częścią systemu komunikacji miejskiej.
- Planowana kolej linowo-terenowa na Trzy Krzyże. O jej powstaniu zadecydowano w 1908 r., budowana była w latach 1913–1914. Nigdy jej nie ukończono, ani nie rozpoczęto eksploatacji. Od 2007 r. rozważa się ukończenie budowy.

Oprócz kolei linowo terenowych w Karlowych Warach istniał również publiczny dźwig osobowy z ul. Uzdrowiskowej (Lázeňská) na Wzgórze Zamkowe. Neoklasycystyczna winda powstała w 1911 r. wraz z Kolumnadą Zamkową według projektu Friedricha Ohmanna. W latach 1961–1975 eksploatowało ją Przedsiębiorstwo Komunikacyjne Karlowe Wary (Dopravní podnik Karlovy Vary), potem przejął ją ČSAD Pilzno – Zakład Komunikacyjny Karlowe Wary. Dźwig zlikwidowano w II poł. lat 70. XX wieku.